# Ruine Hornstein (Hornstein)

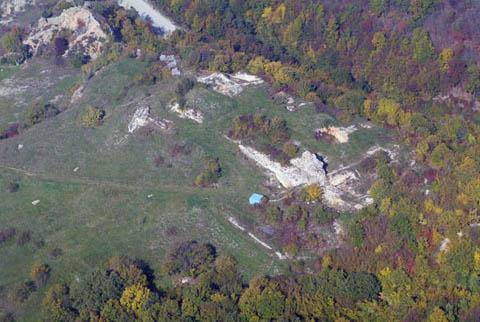
Ruine Hornstein

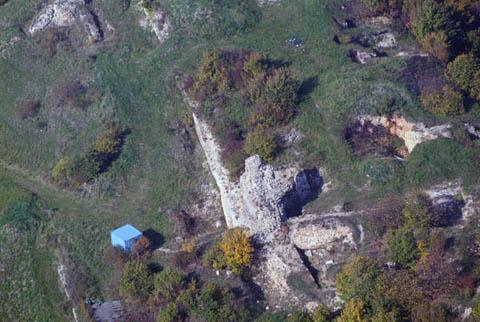
Ruine Hornstein

Die Ruine Hornstein ist die Ruine einer Höhenburg in der Marktgemeinde Hornstein im Bezirk Eisenstadt-Umgebung im Burgenland in Österreich.

## Geschichte
Die an strategisch günstiger Stelle gelegene Burg Hornstein errichtete Stephan Laczkfi, Gespan von Ödenburg und Eisenburg und Oberststallmeister Karls I. von Ungarn im Auftrag des Königs. Nachdem er das von den Österreichern in den 1330er Jahren besetzte Leithagebirge für Ungarn zurückerobert hatte, machte er sie zum Herrschaftsmittelpunkt aller an die Krone gefallenen Streubesitzungen in der Umgebung.
Die Errichtung der Burg wurde urkundlich 1341 erwähnt. 1364 hatten die Kanizsay die Herrschaft Hornstein von den Wolfurts gekauft. Um 1370 verlegten sie ihren Sitz nach Eisenstadt, der bis 1385 noch zur Herrschaft Hornstein gehörte.
Die Königinwitwe Elisabeth verpfändete 1440 die Burg den österreichischen Herzögen. Böhmische Söldner besetzten die Burg und brandschatzten die Umgebung; 1463 wurden sie von Kaiser Friedrich III. vertrieben und die Burg dabei möglicherweise zerstört. 1583 wird sie als schon vor vielen Jahren verlassen und öde beschrieben.
Unter Matthias Corvinus fiel Hornstein an den ungarischen König, der es Ulrich von Grafeneck schenkte. Nach dem Frieden von Pressburg kam Hornstein 1491 wieder an den Kaiser, der sie dem Sohn des Grafenecker verlieh. Dieser verkaufte die Herrschaft 1506 an den Pfleger von Eisenstadt Veit von Fürst.
Von der Burg sind nur mehr Reste übrig.